# Brevet d'aptitude à la formation des moniteurs
Le Brevet d'aptitude à la formation des moniteurs (BAFM) est actuellement le diplôme de niveau le plus élevé dans le système de l'enseignement à la conduite et à la sécurité routière en France. Il est délivré par le Ministère des transports.

## Histoire
Le Brevet d'aptitude à la sécurité routière, diplôme le plus élevé dans la profession de l'enseignement de la conduite automobile et de la sécurité routière, a été créé par arrêté du 23 août 1971.

## Missions
Les deux missions principales des BAFM sont de :
- Former les futurs enseignants de la conduite automobile et à la sécurité routière (ECSR) au Titre Pro ECSR (anciennement BEPECASER: brevet pour l'exercice de la profession d'enseignant de la conduite automobile et de la sécurité routière).
- Animer les stages de sensibilisation à la sécurité routière.

L'acquisition de ce diplôme permet également :
- la sensibilisation à la sécurité routière via des formations post-permis;
- la formation continue des écoles de conduite;
- la conception d'outils pédagogiques.

## Modalités d'obtention
L'examen comporte deux séries d'épreuves :
- Une épreuve d'admissibilité divisée en 3 productions portant sur la réglementation de la circulation routière (2h30), des éléments de psychologie et de pédagogie (2h00) et des éléments de droit civil, pénal et administratif et de législation des assurances et du travail (1h30);
- Des épreuves orales et pratiques d'admission :  une leçon d'enseignement théorique portant sur un savoir-faire pédagogique auprès de futurs enseignants, une critique de leçon de conduite donnée par un enseignant titulaire à bord d'un véhicule et une interrogation sur la technologie automobile.

Les candidats titulaires d’un diplôme national sanctionnant un second cycle d’études supérieures (licence, maîtrise, etc.) sont dispensés des épreuves d’admissibilité. Il en est de même pour les enseignants de la conduite ayant exercé antérieurement au moins cinq ans dans un établissement d’enseignement secondaire ou supérieur, d’enseignement général, agricole ou technique.

## Programme de formation
Le programme de formation comprend l'acquisition d'un socle de connaissances dans les domaines suivants : droit civil, droit administratif, droit pénal, législation du travail, technique automobile et psychologie des conducteurs, pédagogie de la conduite et sécurité routière.